# (5600) 1991 UY
(5600) 1991 UY (1991 UY, 1981 YC1, 1984 UR1) — астероїд головного поясу, відкритий 18 жовтня 1991 року.
Тіссеранів параметр щодо Юпітера — 3,587.